# Fraguas (Guadalajara)
Fraguas es un despoblado español que forma parte del municipio de Monasterio, en la provincia de Guadalajara, comunidad autónoma de Castilla-La Mancha. 

## Historia
Según los propios vecinos de la zona, Fraguas data del siglo XII.
A mediados del siglo XIX, el lugar, ya por entonces perteneciente a Monasterio, tenía contabilizada una población de 80 habitantes. Su terreno se caracterizaba por su mala calidad y era poco productivo, con algunos prados naturales y una dehesa de pasto poblada de roble, marojo y jara. Producía trigo, centeno, patatas y pasto y se criaba ganado cabrio, lanar y vacuno, que se complementaba con la caza de perdices y conejos. En su término se citan varios manantiales de buenas aguas.Aparece descrito en el noveno volumen del Diccionario geográfico-estadístico-histórico de España y sus posesiones de Ultramar de Pascual Madoz de la siguiente manera:

FRAGUAS: l. del distrito municipal de Monasterio (1/4 de leg.), en la prov. de Guadalajara (6 1/2), aud. terr. de Madrid (16 1/2), c. g. de Castilla la Nueva, dióc. de Toledo 
(28 1/2). sit. al pie de la sierra llamada de Gorda, la que se desprenden las aguas hácia el pueblo, y combatido de los vientos E. y S. Su clima es húmedo y propenso á fiebres intermitentes: tiene 23 casas, la de ayunt. que sirve de cárcel; una igl. parr. (Santo Domingo de Guzman), aneja de la de Jocar, un cementerio situado fuera de la poblacion, á la dist. de 150 varas; confina el térm. N. San Tirso; E. Comun del marquesado de Cogolludo; S. Monasterio, y O. Jocar; dentro de él se encuentran varios manantiales de buenas aguas: el terreno es de mala calidad y poco productivo, comprende algunos prados naturales y una deh. de pasto poblada de roble, marojo y jara. caminos: los que dirigen á los pueblos limítrofes, escabrosísimos y malos á escepcion del que conduce á Monasterio. correo: se recibe y despacha en la estafeta de Cogolludo, por cualquier vecino que concurre á dicho punto. prod.: trigo, centeno, patatas y yerbas de pasto; se cria ganado cabrio, lanar y vacuno; caza de perdices y conejos. ind.: la agrícola. comercio: importacion de los art. de consumo qne faltan. pobl.: 23 vec., 80 alm. cap. prod.: 214,000 rs. imp.: 29,000. contr..: 1,026.
(Madoz, 1847, pp. 161-162)

La localidad y su término, con una extensión de 1134 hectáreas, fueron expropiados por el gobierno franquista en 1968 para declararlo monte de utilidad pública, forzando así su despoblación. Posteriormente fue transferido a la Junta de Comunidades de Castilla-La Mancha y en 2011 pasó a formar parte del Parque natural de la Sierra Norte de Guadalajara.

### Fraguas Revive
En 2013 se estableció en Fraguas un grupo de repobladores, bajo el proyecto Fraguas Revive, lo que desató un litigio judicial con la Junta de Comunidades de Castilla-La Mancha tras ser denunciados por delitos de usurpación del monte, contra la ordenación del territorio y por daños al medio ambiente.
La sentencia en primera instancia del Juzgado de lo Penal N.º 1 de Guadalajara condenó, en junio de 2018, a los seis repobladores a un año y seis meses de cárcel, además de al pago de una multa de 1080 euros también por delitos contra la ordenación del territorio y de otros 2160 euros por usurpación.
En agosto del mismo año los repobladores interpusieron un recurso que fue desestimado por la Audiencia Provincial de Guadalajara en enero de 2019. Esta confirmó la condena y añadió además que los seis repobladores corrieran con los gastos de la demolición, valorada por Tragsa en más de 32 000 euros, que, en caso de no pagarla, la condena de cárcel aumentaría a los dos años y tres meses.
En abril de 2021, con la demolición de Fraguas ya en vías de ejecución, el CSIC advirtió de la ilegalidad del derribo del poblado. Según Felipe Criado-Boado, director del Instituto de Ciencias del Patrimonio, el pueblo era susceptible de estar protegido por la Ley de Patrimonio de Castilla-La Mancha, dada su construcción al estilo de la arquitectura negra, típica de la zona. Este informe hizo que la Audiencia Provincial paralizara la demolición de Fraguas, y rechazó el estudio realizado por Tragsa para la Junta, ordenando que se llevase a cabo un nuevo estudio imparcial con el que la Junta y los repobladores estuviesen de acuerdo. 
Por otro lado, el 7 de diciembre de 2021 la Junta decidió emprender una vía administrativa y dio un plazo de diez días a los repobladores para abandonar la zona de manera voluntaria. Estos recurrieron la resolución administrativa y acudieron a la vía contencioso-administrativa, que decidió mantener el desalojo dictado por la administración castellano-manchega.
El 24 de junio de 2022, el Juzgado de lo Penal N.º 1 de Guadalajara ratificó la sentencia que les condenaba por el delito contra la ordenación del territorio a una pena de un año y seis meses de prisión, y obligaba a la demolición de lo construido en la zona. El 11 de enero de 2023 la Audiencia Provincial, en respuesta al recurso presentado por el colectivo Fraguas Revive, aprobó un presupuesto de 110 000 euros para la demolición del pueblo y para una valla delimitadora de la zona, que tendrían que pagar los propios repobladores. De no pagar la demolición, recaerá sobre ellos una pena de dos años y tres meses de cárcel. Tras diez años de batalla judicial, los repobladores decidieron abandonar el proyecto.